# Anello sclerotico

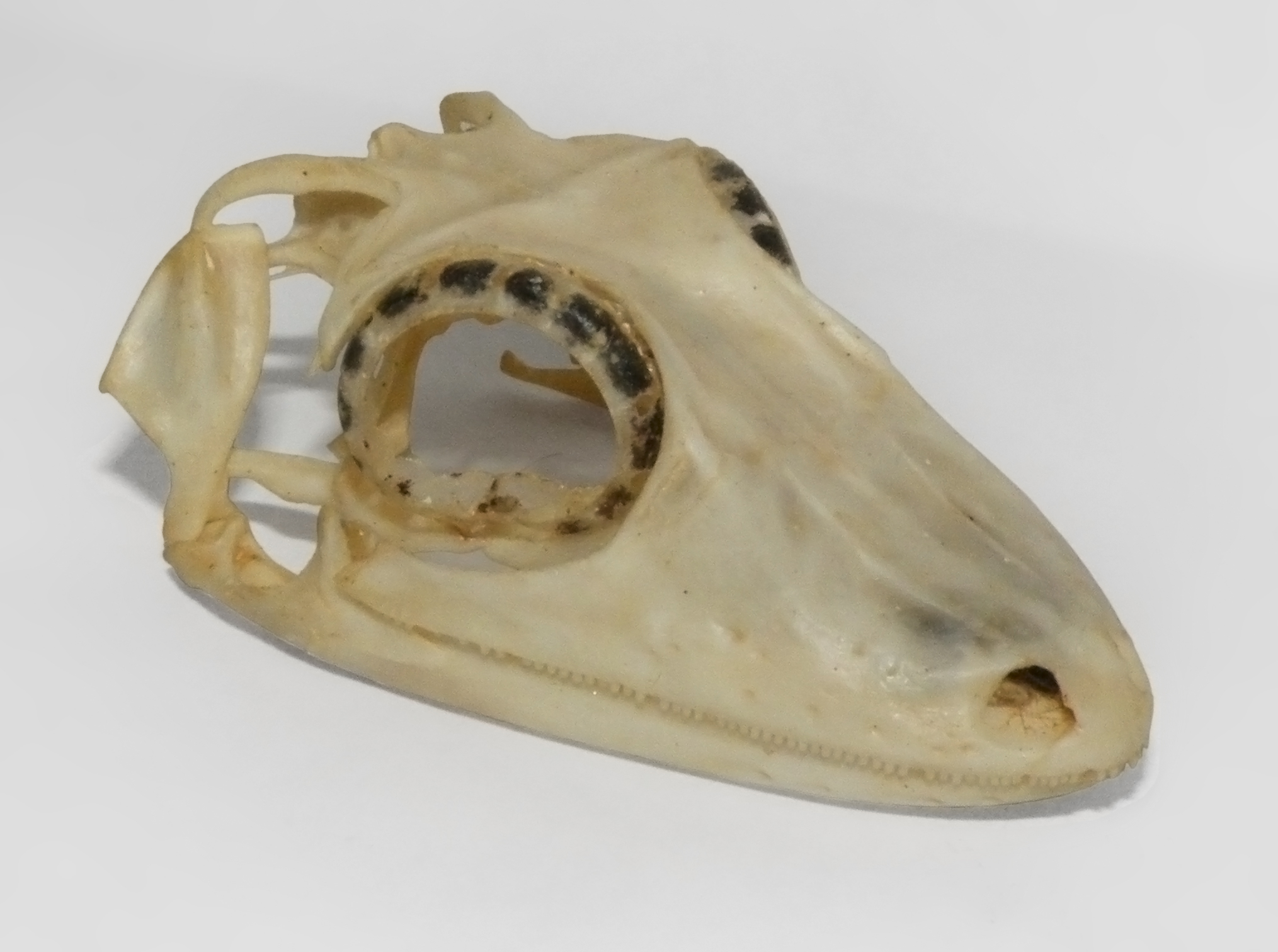
Cranio di geco (Uroplatus phantasticus), in evidenza i grandi anelli sclerotici

L'anello sclerotico è un anello osseo presente nell'orbita di numerosi gruppi di animali vertebrati, ma non nei mammiferi o nei coccodrilli.
Gli anelli sclerotici possono essere costituiti da singole ossa o da più segmenti, e il loro nome deriva dalla sclera. Si ritiene che abbiano un ruolo di sostegno all'occhio, soprattutto negli animali i cui occhi non sono sferici, o che vivono sott'acqua. Anelli sclerotici fossilizzati sono noti per una varietà di animali estinti, tra cui ittiosauri, pterosauri e dinosauri, ma spesso non si sono conservati.